# Palm TX
Palm TX (denominada como "Palm T|X" en la documentación oficial) fue un PDA producido por Palm.
Fue anunciado y lanzada al mercado en octubre de 2005, y estuvo en producción hasta marzo de 2009.

## Historia
Este equipo fue anunciado y lanzado como parte de la caída de producción Palm en el 2005. Su precio de 299 USD se consideró agresivo al momento de su lanzamiento ya que su modelo anterior, el T5, era más caro. La compañía consideraba a la LifeDrive como una categoría separada. Esto hizo de la Palm TX una PDA de alta gama. De todos modos como Palm continuó produciendo teléfonos inteligentes es una clasificación discutible.

## Características técnicas
- Carcasa : 120,9 x 78,22 x 15,5 mm (4,8 x 3,1 x 0,6 pulgadas).
- Sistema Operativo Palm OS Garnet 5.4
- CPU Intel XScale PXA 270 (basado en ARM) a 312 MHz.
- 128 MB de memoria RAM (100 MB accesibles para el usuario).
- Pantalla táctil TFT LCD de 3,8 pulgadas con 65.536 colores y una resolución de 320 x 480 pixeles.
- Retroiluminación ajustable. Modos de orientación horizontal y vertical.
- Ranura de expansión SDIO SD/MMC.
- Audio:
  - Altavoz mono con calidad CD.
  - Entrada auriculares 3,5 mm en estéreo.
- Conexiones:
  - Bluetooth 1.1
  - Wi-Fi 802.11b
  - Infrarrojos
  - Puerto multi-conector

## Software
- Aplicaciones Palm:
  - Calendar
  - Contacts
  - Memos
  - Note Pad (ink notes)
  - Dialer
  - Media
  - World Clock
  - SMS
  - Blazer Web browser 4.3
  - VersaMail 3.1C
  - Addit
  - Favorites
  - Expense
  - Calculator
- De terceras empresas:
  - Documents To Go Professional 7.0
  - Pocket Tunes 3.09
  - Handmark Solitaire
  - WiFile

## Controversia
Cabe destacar que este equipo se llama "Palm TX" no PalmOne Tungsten TX como se lo suele confundir.